# رشاد برمدا
رشاد برمدا (1913 - 1988) هو سياسي ومحامي سوري، وأحد مؤسسي حزب الشعب؛ نشط خلال الجمهورية السورية الأولى. شغل عدد من الحقائب الهامة أبرزها وزارة الدفاع والداخلية كما شغل منصب نائب لرئيس مجلس الوزراء، وانتخب نائباً عن حلب في البرلمان السوري لثلاث دورات 1947, 1954, 1961. انتخب أيضا نقيب لمحامي حلب عام 1949.

## النشأة وتعليمه
ولد رشاد برمدا في حلب سنة 1913 لأُسرة عريقة في الشمال السوري، درس في مدرسة السلطاني في حلب حتى نال شهادة البكالوريا الأولى هناك، وبعد ذلك نال شهادة البكالوريا الثانية في ثانوية دمشق (مكتب عنبر) تخرج من كلية الحقوق في الجامعة السورية عام 1937، وبعدها مارس مهنة المحاماة.

## العمل السياسي
كان رشاد برمدا أحد مشكلي النواة الأولى لحركة القوميين العرب عام 1939 والتي قامت بدعم ثورة رشيد عالي الكيلاني في العراق ضد الاحتلال الإنكليزي، مما أدى إلى اعتقاله من قبل الانتداب الفرنسي في آب من عام 1941. تم اعتقاله في سجن الميه وميه في لبنان إلى أن أفرج عنه في نهاية أيلول عام 1943 وتم وضعه تحت الإقامة الجبرية بلبنان ومنع من الرجوع إلى سوريا حتى آذار 1944.
انتخب نائب عن حلب لأول مرة عام 1947 في البرلمان السوري. وساهم في تأسيس حزب الشعب عام 1948 برئاسة رشدي كيخيا وناظم القدسي والذي نشط حتى عام 1958 عندما صدر قرار بحل جميع الأحزاب السياسية إبان الوحدة بين سوريا ومصر.
في عام 1949 انتخب نقيبا لمحامي حلب، وبعد أقل من سنة أسندت له وزارة للداخلية في حزيران 1950 في وزارة ناظم القدسي والتي عملت على إقرار دستور سوريا الجديد عام 1950 وأعيد تسميته كوزير للداخلية في آب 1951 في وزارة الأستاذ حسن الحكيم حتى تقدم باستقالته في كانون الأول 1951 بسبب تدخل زعماء الجيش وعلى رأسهم العقيد أديب الشيشكلي ووزير الدفاع فوزي السلو في أمور الحكم ورفضهم إعادة قوى الأمن الداخلي إلى وزارة الداخلية، مما اضطر رئيس الوزراء إلى الاستقالة لاحقاً وتم اعتقاله من قبل العقيد أديب الشيشكلي 
نجح مرة أخرى في الانتخابات النيابية عام 1954 ممثلا لحزب الشعب عن مدينة حلب،  ثم سمي وزيرا للدفاع في وزارة فارس الخوري في تشرين الثاني 1954، كما عُيِّن وزيرا للدفاع مرة أخرى في أيلول 1955 في وزارة سعيد الغزي.
في النصف الثاني من الخمسينيات، تبنى رشاد برمدا موقف المعارض العنيد لسياسات رئيس مصر جمال عبد الناصر الاشتراكية ولتدخله في شؤون سوريا الداخلية، وتجلت شدة هذه المعارضة في عام 1955، حين انتخب شكري القوتلي رئيساً، وكان حلم الوحدة العربية يراود الرئيس القوتلي، وهو ما سعى إليه بكل ما أوتي من قوة، مما دفعه للتقارب مع مصر بقيادة الرئيس جمال عبد الناصر، لتحقيق هذا الحلم، ولكنه بغير قصد منه قام بتحويل سوريا إلى دولة تابعة لمصر، وتبنى سياسات عبد الناصر بالتقارب مع أوروبا الشرقية، وهذا ما حذر منه برمدا وراح يعمل ضد هذا التقارب داعياَ للتحرر من النفوذ المصري، ولكن رغم هذا فقد قام «رشاد برمدا» في تشرين الأول 1955 بصفته وزيراً للدفاع وممثلاً عن الحكومة السورية بتوقيع ميثاق الدفاع المشترك بين سوريا ومصر، رغبة بتحديد علاقة من الاحترام المتبادل بين البلدين.
بعد الانفصال عن مصر انتخب نائباً عن حلب في البرلمان السوري  تولى وزارة الدفاع والتربية والتعليم في حكومة الدكتور معروف الدواليبي، لغاية آذار 1962. وفي حكومة الدكتور بشير العظمة تم اختياره نائباً لرئيس مجلس الوزراء ووزيراً للتربية والتعليم والإذاعة. وفي حكومه خالد العظم أسندت إليه وزارة التربية والتعليم.
بعد 8 آذار 1963 وسيطرة حزب البعث على الحكم في سوريا، تم تجريد رشاد برمدا من حقوقه المدنية وتم اعتقاله لفترة وجيزة. وبعد خروجه من السجن رجع لممارسة الحقوق.
في 1976 ساهم في تأسيس جمعية حقوق الإنسان في سوريا وكان أول رئيس للجمعية، وفي عام 1980 اعتقلته السلطات السورية لمده 45 يوم على إثر الاحتجاجات النقابية في سوريا.

## الوفاة
توفي في عام 1988 في دمشق.